# Pleopeltis simiana
Pleopeltis simiana är en stensöteväxtart som först beskrevs av Schelpe och N.C.Anthony, och fick sitt nu gällande namn av N.R.Crouch och Klopper. Pleopeltis simiana ingår i släktet Pleopeltis och familjen Polypodiaceae. Inga underarter finns listade.